# 최단
최단(崔鄲, ?~?)은 고려 말과 조선 초기의 무신으로, 무진회군공신(1390)과 개국원종공신(1392)에 책록되었다.

## 생애
《고려사》에 따르면 최단은 1380년(우왕 6) 판사(判事)로서 부정 안천길(安天吉)과 함께 서북면에 파견되어 요동의 소란한 정세를 정탐하였다. 

밀직부사로 재직하던 1384년에는 최영의 요청으로 당시 우왕의 미움을 받아 파직당한 문달한(文達漢)의 죄를 용서해줄 것을 진언하다가 왕의 노여움을 사 함께 순군옥(巡軍獄)에 갇히기도 하였다.

1387년에는 광정대부(匡靖大夫)로 안동도원수겸 부사(府使)로 재임했고 1388년 요동정벌을 단행할 때 안동원수(安東元帥)로서 좌군도통수 조민수(曺敏修)의 휘하로 출정하여 위화도회군의 공을 세웠다.

1608년 서애 유성룡의 지시로 한강 정구 등에 의해 편찬된 안동 사료인 《영가지(永嘉誌)》에는 다음과 같이 기록되어 있다. "崔鄲 安東道元帥兼府事. 匡靖洪武丁卯赴戊辰遞." 여기서 광정은 광정대부, 홍무는 명 태조 주원장 연호, 정묘 무진은 1387년부터 1388년까지 재임 기간이다. 1388년 5월 회군 후에는 안동도원수겸 부사로 다시 부임해 경상도순문사 박위(朴葳)와 함께 상주 중모현에서 왜구를 소탕하였다.

1390년(공양왕 2)에 한양윤(漢陽尹)을 거쳐 판자혜부사(判慈惠府事)가 되고, 무진회군공신에 녹훈되었다고 《고려사》에 기록되어 있다.

《조선왕조실록》에 따르면 1392년 조선이 건국되자 개국원종공신(開國原從功臣)에 책록되었으며, 1393년(태조 2) 태조가 위화도회군에 공을 세운 이들을 다시 포상했을 때 회군공신 3등(10인)에 책록되었다.

## 가계
- 할아버지 : 최수운(崔峀雲), 합문지후
  - 아버지 : 최호(崔澔), 집현전학사, 고려수절신(高麗守節臣)
    - 아들 : 최재전(崔在田), 양산군수
    - 자부 : 해안백씨(解顔白氏), 선무랑 장흥고부사 백호(白湖)의 딸
      - 손자 : 최맹연(崔孟淵)[3], 맹산현감
      - 손부 : 숙인(淑人) 응천박씨, 평창백씨
        - 증손자 : 최한(崔澣), 한성참군
최식(崔湜), 호(號) 한계(寒溪), 사직
최유(崔洧), 창신교위
최징(崔澄), 호(號) 월호(月湖) 진사(1513 식년시), 증 예조판서

      - 손자 : 최중연(崔仲淵), 감찰
      - 손자 : 최계연(崔季淵)

    - 아들 : 최재원(崔在源), 병조정랑
      - 손자 : 최일(崔鎰)

## 관련 기록
최단은 경주최씨 광정공파의 파조이다.

이에 대한 가장 오래된 기록은 우락재(憂樂齋) 최동보(崔東輔, 1560~1625)의 <우락재실기(憂樂齋實記)>에 나오는 신와공(愼窩公) 최겸(崔謙)의 유사(遺事)이다. 최동보는 임진왜란때 대구 팔공산 지역의 공산관군장을 지냈는데 임진왜란의 전란을 사실대로 기록한 <우락재실기>를 썼다. 여기에 ‘돌아가신 아버님 신와공의 유사(先考府君愼窩公遺事)’를 남겼는데 “공휘겸자사겸 고병조판서휘단지칠세손야(公諱謙字士兼 故兵曹判書諱鄲之七世孫也)", 즉 “공의 휘는 겸(謙, 1539~?)이고 자는 사겸(士兼)이니 옛 병조판서 휘 단(鄲)의 7세손이시다.” 라고 전하고 있다.

원본이 실존하는 가장 오래된 《경주최씨족보》인 정유보(丁酉譜, 1777년)에 따르면 최단(崔鄲)은 방주에 <개국일등공신(開國一等功臣), 자헌대부 병조판서(資憲大夫 兵曺判書)>로 기록되어 있다. 

최단은 청하후 7세손 합문지후 수운파(淸河侯 七世孫 閤門祗侯 峀雲派)의 후손으로 청하후(淸河侯)는 최승로(崔承老)의 봉호이고 수운(峀雲)은 최단의 조부이다.

정유보에는 고려사에 기록되어 있는 최은함(崔殷含)-최승로(崔承老)-최숙(崔肅)-최제안(崔齊顔-최계훈(崔繼勳)의 상계(上系)와 함께 최수운(崔峀雲)-최호(崔澔)-최단(崔鄲)-최재전(崔在田)-최맹연(崔孟淵)-최유(崔洧)와 그 후손들의 파보가 기록되어 있다.

17세기 보학자인 조종운(趙從耘, 1607~1683)의 《씨족원류》에는 경주최씨 최단(慶州崔氏 崔鄲)의 계보를 전하고 있다. 

《씨족원류》 부전(附箋) 867쪽 경주최씨(慶州崔氏) 편에는 [광정(匡靖), 판자혜부사(判慈惠府事) 겸 판한남윤(判漢南尹), 개국원종공신(開國元從功臣), 회군공신(回軍功臣), 판사(判事)] 등이 적힌 최단(崔鄲)의 방주와 함께 자(子) 재전(在田), 손자 맹연(孟淵), 증손자 유(洧), 고손자 연수 담수 창수 영수(延壽 潭壽 昌壽 永壽) 등 5세(五世)까지 계보가 기록되어 있다. 이는 1777년 경주최씨족보인 정유보와 그 이후의 각종 기록들과 일치한다.

《포은집(圃隱集)》에는 정몽주(鄭夢州)가 1380년 밀직사제학 벼슬을 받은 후 둔촌 이집(遁村 李集, 광주이씨)에게 보낸 답서가 있는데 이 글 말미에 최단의 기록이 있다. "崔鄲之女之母族 亦眞兩班也 余聞之三寸李敬之判書." 이 글은 정몽주의 유명한 유필로 전해지고 있으며 양반을 언급한 역사적 기록으로 인용되고 있다.